# Массовое убийство в Гуте Пеняцкой
Массовое убийство в Гуте Пеняцкой (пол. Zbrodnia w Hucie Pieniackiej, укр. Трагедія в Гуті Пеняцькій) — массовое уничтожение гражданского населения (этнических поляков и укрываемых ими евреев) в населённом пункте Гута Пеняцкая (генерал-губернаторство, ныне — Золочевский район, Украина). 28 февраля 1944 года персоналом 4-го полицейского полка добровольческой дивизии СС «Галиция» под командованием штурмбаннфюрера СС Зигфрида Банца при участии отдельных членов УПА и украинской полиции. Из более чем тысячи жителей Гуты Пеняцкой выжило не более 50 человек. Более 500 жителей было сожжено заживо в костёле и собственных домах. Населённый пункт был полностью сожжён, остались лишь остовы каменных строений — школы и костёла. После войны населённый пункт не восстанавливался. В 2005 году был открыт мемориал погибшим.

## Предыстория
В марте 1943 в Галиции (Генерал-губернаторство) был объявлен набор в добровольческую дивизию СС «Галиция». В немецком отчёте о ходе набора добровольцев указывалось, что несмотря на антипатию к службе в полиции СС среди населения в целом, к 22 мая 1943 года добровольцами записалось 62 тысячи человек.
10 июня 1943 года на встрече с Рейхсминистром Розенбергом и Рейхсляйтером Кохом Гитлер отметил «русскую Украину нельзя сравнивать с австрийской Галицией… Австрийско-галицийские русины тесно переплетены с австрийским государством. Поэтому в Галиции можно разрешить СС сформировать одну дивизию из местного населения». К 18 июля 1943 года число добровольцев возросло до более чем 84 тысяч, из них 25 тысяч были признаны годными к службе и постепенно направлены на обучение. Кроме офицеров СС и СД из полицейских частей, назначенных на большинство командных должностей в дивизии, в младший командный состав вошли кадры 201-го батальона охранной полиции и ряда вспомогательных полицейских подразделений, где служили галицийцы.
Первые два полицейских полка — Galizisches SS Freiwilligen Regiment 4 (Polizei) и Galizisches SS Freiwilligen Regiment 5 (Polizei) формируются в июле 1943 года. До конца ноября 1943 года «Галицийскими добровольцами» комплектуется ещё три полицейских полка (6-й, 7-й и 8-й).
С ноября 1943 года боеготовые подразделения добровольческой дивизии СС «Галиция» участвуют в антипартизанских операциях на востоке и юго-востоке оккупированной Польши, где активность польских и менее многочисленных советских партизанских отрядов по дезорганизации немецкого тыла в условиях наступления Красной Армии существенно возрастает. Антифашистское партизанское движение находит значительную поддержку среди польских крестьян, предоставлявших партизанам продовольствие, гужевой транспорт и места базирования.
На территории дистрикта Галиция к действиям против советских и польских повстанцев так же подключаются подразделения «Украинской Народной Самообороны» (УНС) — инициированной в июле ОУН(б) для противодействия рейду по немецким тылам советских партизан под командованием Сидора Ковпака. В конце декабря 1943 — начале января 1944 года УНС переименовывается в УПА-Запад.
С начала 1944 года начинается широкомасштабная антипольская акция ОУН(б)-УПА в восточной Галиции, начавшаяся с нападений на отдельных поляков, небольшие группы польского населения и перешедшая в итоге на крупные польские сёла и колонии. Антипольские акции производились согласно приказам высшего руководства ОУН(б) и УПА.
Начиная с января 1944 года польские поселения на всей территории современной Тернопольской и Львовской областей Украины подвергались нападениям подразделений УПА и подразделений добровольческой дивизии СС «Галиция». Пик нападений и убийств мирного населения пришёлся на февраль 1944 года.
9 февраля 1944 года выходит инструкция низовым подразделениям УПА-Запад: «уничтожить все стены костёлов и прочие польские молитвенные сооружения; уничтожить приусадебные посадки, так чтобы не осталось признаков того, что там кто-либо жил; до 25 февраля уничтожить все дома поляков, а те, в которых сейчас живут украинцы — разобрать».
Жертвами нападений ОУН(б)—УПА и подразделений дивизии СС «Галиция» становятся десятки польских поселений: Малая Березовица (131 убитый), Лапивцы (80 убитых), Коростятин (78 убитых), Бычковицы (73 убитых), Гермакивка (30 убитых) и ряд других.

## Ход событий
По состоянию на начало 1944 года, в селе Гута Пеняцкая насчитывалось около 1000 жителей. В селе действовал отряд самообороны (командир — Казимир Войцеховский, заместитель — Болеслав Вержбицкий и 30 бойцов, на вооружении которых имелись винтовки, охотничьи ружья и MG-42), в окрестностях села были оборудованы наблюдательные посты с тревожной сигнализацией. Несколько позднее, к ним присоединились до 20 солдат немецкого батальона железнодорожной охраны (поляков по национальности), перешедших на сторону партизан с личным оружием.
Населённый пункт Гута Пеняцкая поддерживал польских и советских партизан в их действиях по дезорганизации немецкого тыла.
- жители поселения оказывали помощь местному советскому партизанскому отряду И. П. Куриловича[14];
- В начале февраля 1944 года жители поселения оказывали помощь советскому партизанскому отряду из бригады Д. Н. Медведева. Отряд самообороны села обеспечивал безопасный маршрут разведчику Н. Кузнецову и содействовал установлению его контактов с польским антифашистским подпольем Львова.

Через какое-то время информация о сотрудничестве с партизанами становится известной СД — украинская полиция доносила о том, что «в Гуте Пеняцкой укрывают евреев, поддерживают большевистских партизан, прячут оружие…».
В Гуту Пеняцкую 23 февраля 1944 года было направлено небольшое подразделение из военнослужащих 1-го батальона 4-го полицейского полка добровольческой дивизии СС «Галиция». Несмотря на поддержку местного отряда УПА «Сероманцы» (ОУН(Б) указывало УПА «использовать „СС Дивизию Галиция“ для борьбы с большевистской партизанкой и польскими бандами»), ему пришлось отступить, потеряв двух человек убитыми (ими были Олекса Бобак и Роман Андрийчук) и 12 ранеными (один из которых умер от полученных ранений 3 марта 1944 года).
28 февраля 1944 года село было окружено 2-м батальоном полицейского 4-го полка Добровольческой дивизии СС «Галиция» и было полностью сожжено — остались лишь остовы каменных строений — костёла и школы. Из более чем тысячи жителей Гуты Пеняцкой, выжило не более 50 человек. Более 500 жителей было сожжено заживо в костёле и собственных домах.

## Дальнейшие события
Массовые убийства мирных жителей и уничтожение польских сёл не остановили активизации действий польского антифашистского сопротивления, активно поддерживавшего действия советских партизан по дезорганизации немецкого тыла в условиях подготовки весеннего наступления Красной Армии. Рейхсфюреру СС и Полиции Генерал-губернаторства пришлось привлекать дополнительные боевые группы СС «Галиция», сформированные из частично боеготовых 1-го и 2-го полков дивизии «Галиция», которые были направлены на усиление 4-му и 5-му полкам дивизии к середине февраля 1944. Нападения отрядов УПА и подразделений СС «Галиция» на польские поселения продолжались до конца марта 1944 г. (вплоть до приближения войск Красной Армии к районам их активности), но имели крайне низкую эффективность в отношении партизан, при этом сопровождались большим числом жертв среди польского населения. Так в марте 1944 г. в местечке Подкамень персоналом УПА и СС «Галиция» было уничтожено более 250 поляков (жертв выбирали по национальности, указанной в удостоверениях личности. В начале марта 1944 г. глубокий прорыв советских танковых подразделений застал III батальон 4-го полка СС «Галиция» в районе Тернополя. Галицийский персонал частично разбежался (потом, будучи призванным в Красную Армию при первой возможности они дезертировали и вновь вернулись в дивизию), а немецкий командный и младший командный состав практически полностью был уничтожен в Тернополе при попытке сдержать продвижение советских войск.
В марте 1944 немцы приняли решение переформировать Добровольческую дивизию СС «Галиция» в пехотную дивизию. К концу весны полицейские полки Добровольческой дивизии СС «Галиция» были направлены в центры боевого обучения войск СС. 4-й и 5-й полки были расформированы 1 июня 1944 г., а их персонал был направлен на формирование запасного учебного полка добровольческой дивизии СС, из которого она, получив в начале августа 1944 обозначение «14-я добровольческая пехотная дивизия войск СС» (1-я галицийская), была заново сформирована после уничтожения её под Бродами в июле 1944.

## Послевоенные события
Персонал дивизии не был выдан ни советской, ни польской стороне — несмотря на их запросы и обязательства союзников по выдаче лиц, захваченных в военной форме — из-за вмешательства Ватикана и Папы Пия XII, которому бывшие эсэсовцы были представлены как «хорошие католики и ярые антикоммунисты». В 1947 году представитель Специальной комиссии по беженцам правительства Великобритании Халдайн Портер, проводя опрос части персонала СС «Галиции» на предмет причастности их к военным преступлениям, указал в отчёте, что он крайне не доверяет «истории дивизии, составленной самими украинцами». Те члены СС «Галиции», с которыми проводились личные интервью, «полностью или частично лгут», указывал Портер, и предлагал провести дополнительное сравнение с базой по военным преступникам ООН и советскими списками. Но установленные жёсткие сроки (с февраля до середины марта 1947 года) не позволили произвести даже опрос персонала в полном объёме. К 1948 году — под влиянием лоббистов из канадской украинской диаспоры — члены СС «Галиция» перестали быть военнопленными и к началу 1950-х годов расселились по британским доминионам — Канаде, Австралии — и собственно Великобритании.

## Версия украинской диаспоры
В 2000 году в средствах информации Великобритании был поднят вопрос о том, что на тот момент в стране проживало 1,5—2 тысячи бывших эсэсовцев, пользовавшихся всеми привилегиями социального обеспечения, равно как и те, кто был их жертвами в период Второй мировой войны. Среди многих преступлений было упомянуто и уничтожение Гуты Пеняцкой. Эта информация вызвала видимый общественный резонанс и реакцию со стороны представителей украинской диаспоры по обе стороны Атлантики. Представители украинской диаспоры, среди которых были дети членов СС «Галиция», высказали в различных средствах информации позицию, в которой участие членов СС «Галиция» в уничтожении мирного населения подвергается сомнению или же отрицается. Аналогичную позицию можно встретить в ряде работ украинской историографии, изданных на Западной Украине.
Основные аргументы, которыми оперируют данные авторы, настаивающие на несостоятельности обвинений, заключаются следующем:
- В 14-й добровольческой пехотной дивизии войск СС (1-й галицийской) было только три полка, как и во всех дивизиях войск СС.

По немецким данным дивизия с таким наименованием была создана в августе 1944 на основе Доброльческой дивизии СС «Галиция» имевшей на 1.04.1944 4-й и 5-й добровольческие полки СС которые были расформированы 1 июня 1944, а их персонал был направлен на формирование запасного учебного полка будущей 14-я добровольческой пехотной дивизии СС (1-й галицийской).
- 14-я добровольческая пехотная дивизия войск СС (1-й галицийская) во время уничтожения Гуты Пеняцкой находилась на обучении и попала на фронт только в июне 1944.

По немецким данным 4-й и 5-й добровольческие полки СС дивизии «Галиция» были сформированы в июле 1943. И, как указывают историки Института истории НАН Украины, с января по март 1944 активно участвовали в нападениях на польские населённые пункты в Восточной Галиции.
- Село было уничтожено немецким карательным отрядом, украинские добровольцы в этом не участвовали.

Как указывают историки Института истории НАН Украины, «Галиция» была немецкой дивизией, а 4-й (как и 5-й) полки находились в подчинении Рейхсфюрера СС и Полиции Генерал-губернаторства, ответственного за проведение антипартизанских действий, носивших характер карательных.
- Весь персонал дивизии был подвергнут жёсткому контролю на предмет причастности к воинским преступлениям во время их иммиграции в британские доминионы, который не выявил причастность к таковым.

В 1947 году представитель Специальной комиссии по беженцам правительства Великобритании Халдайн Портер, проводя опрос части персонала СС «Галиции» на предмет причастности их к военным преступлениям, указал в отчёте, что он крайне не доверяет «истории дивизии составленной самими украинцами». Те члены СС «Галиции», с которыми проводились личные допросы, «полностью или частично лгут» — указывал Портер — и предлагал провести дополнительное сравнение с базой по военным преступникам ООН и советскими списками. Но установленные жёсткие сроки (с февраля до середины марта 1947) не позволили произвести даже допрос персонала в полном объёме. Проверки при иммиграции — в частности в Канаду — основывались на данных, предоставленных самими членами дивизии.
- При рассмотрении дела членов дивизии в 1986 году канадской комиссией Ж. Дешена не было найдено доказательств о причастности её к военным преступлениям.

## Память

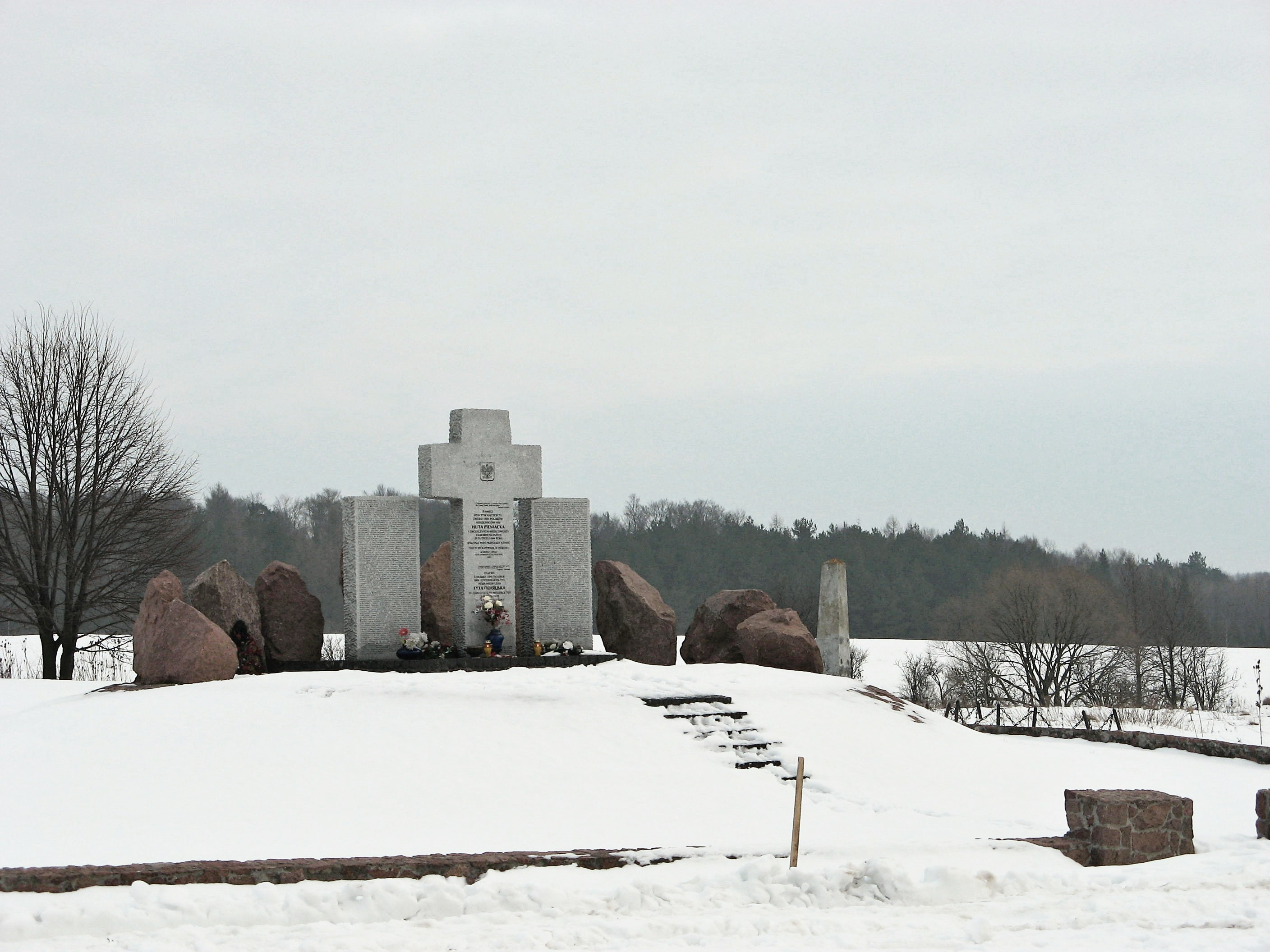
Второй мемориал уничтоженным жителям Гуты Пеняцкой. Первый был уничтожен неустановленными лицами в 1990-е годы.

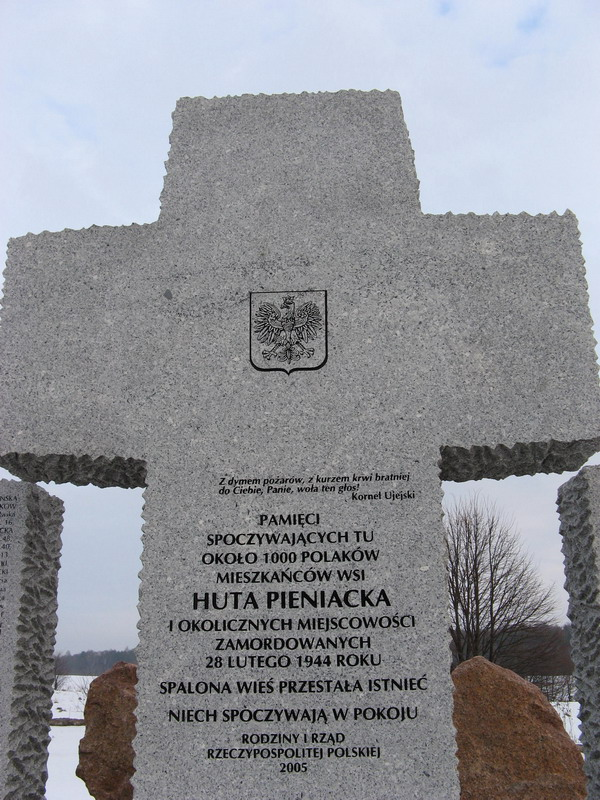
Надпись на мемориальном кресте под государственным гербом Польши: «С дымом пожаров, с пылью братской крови, к Тебе, Господи, взывает этот голос!» Корнель Уейский. Памяти почивающих здесь около 1000 поляков жителей деревни Гута Пеняцкая и окрестных населённых пунктов убитых 28 февраля 1944 года. Сожжённая деревня перестала существовать. Мир их праху. Семьи и Правительство Республики Польша. 2005.

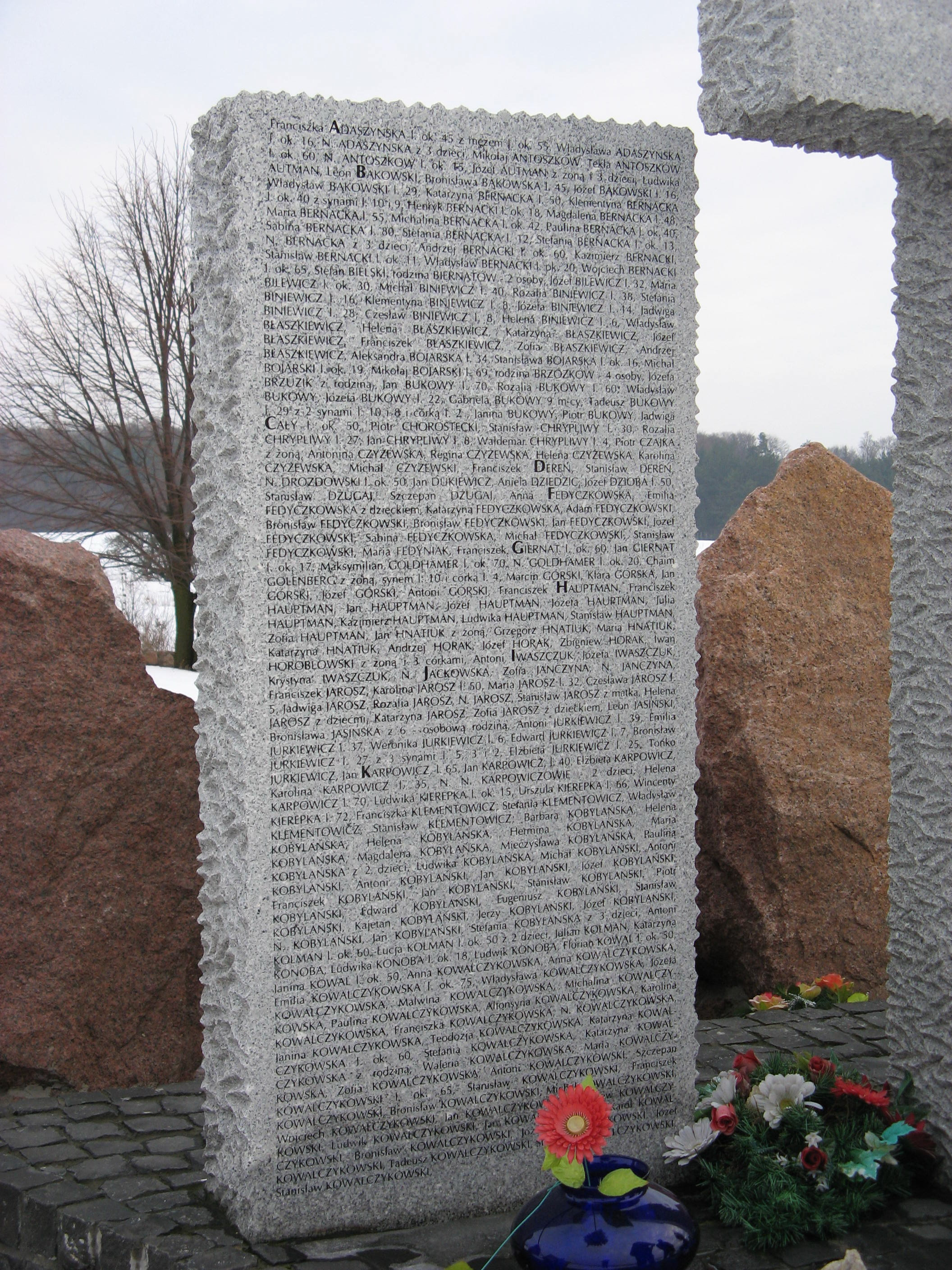
Одна из стел с именами жертв.

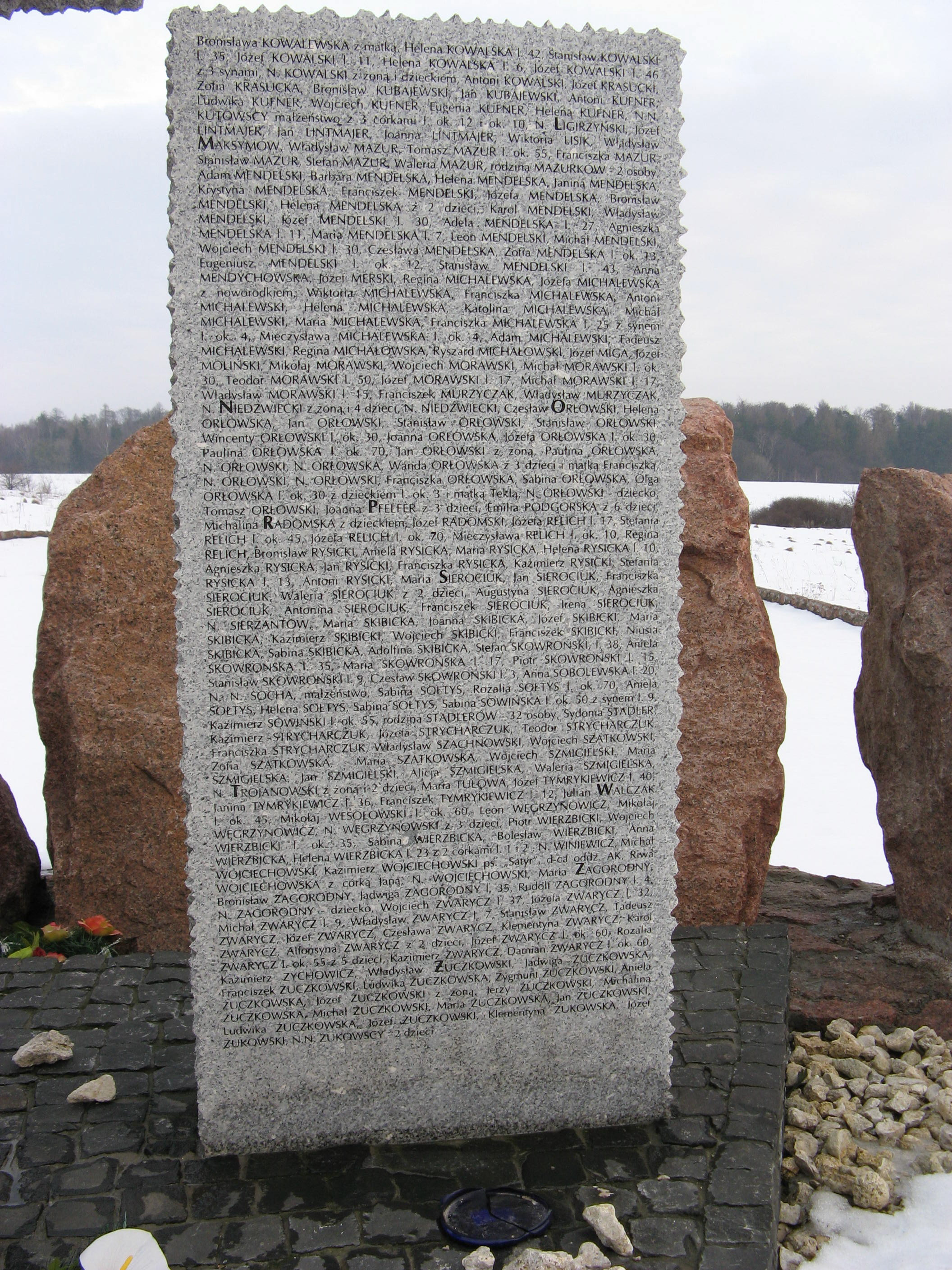
Стела с именами жертв.

В СССР на месте гибели мирных жителей был установлен памятный знак, исчезнувший в 1990-х годах. В начале XXI века Комиссией по расследованию преступлений против польских граждан Люблинского филиала Института Национальной Памяти Республики Польша начато расследование событий, связанных с уничтожением гражданского населения Гуты Пеняцкой, в результате расследования было установлено, что при этом был задействован персонал 4-го полка Добровольческой дивизии СС «Галиция» под командованием штурмбаннфюрера СС Зигфрида Банца при участии подразделений УПА и украинской полиции.
В 2005 году при участии президентов Республики Польши и Украины на месте сожжённой в 1944 году сельской церкви был открыт мемориал погибшим. Мемориал неоднократно подвергался вандализму. В начале января 2017 года мемориал взорван и осквернён неизвестными вандалами. В феврале 2017 года мемориал был восстановлен украинскими властями. По факту осквернения мемориала открыто уголовное дело по обвинению в нарушении равноправия граждан.